# 神野勝之助

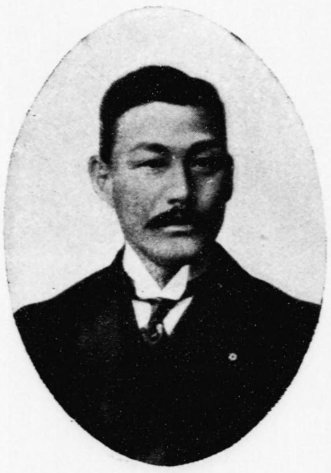
神野勝之助

神野 勝之助（かみの かつのすけ、1868年4月29日（慶応4年4月7日）– 1928年（昭和3年）10月5日）は、日本の大蔵官僚、政治家。大蔵次官、貴族院議員。

## 経歴
武蔵国出身。神野金平の四男として生まれる。東京府尋常中学校などを経て、第一高等中学校入学。1896年7月の28歳時、帝国大学法科大学政治学科を卒業。大蔵属となるが農商務属に転じた。1897年11月、文官高等試験行政科試験に54人中4番目で合格。
1898年6月、農商務省森林監督官に就任。以後、同省参事官、内閣試補などを歴任。1898年11月、大蔵書記官・主計局司計課長に就任。以後、主計局予算決算課、理財局国庫課長兼造幣支局長、兼大蔵省参事官、兼大蔵大臣秘書官、英国大使館付、印刷局長、兼大蔵書記官、大蔵省理財局長などを務めた。
1918年10月、大蔵次官に就任し、1922年6月まで在任し退官。同年同月6日、貴族院勅選議員に任じられ、研究会に属し死去するまで在任。その他、臨時財政経済調査会委員、教育評議会委員などを務めた。

## 栄典
位階
- 1922年（大正11年）6月30日 - 従三位[3]

勲章等
- 1915年（大正4年）
  - 11月7日 - 勲二等旭日重光章[4]
  - 11月10日 - 大礼記念章[5]
- 1920年（大正9年）11月1日 - 勲一等瑞宝章[6]
- 1921年（大正10年）7月1日 - 第一回国勢調査記念章[7]